# لوكاس نيلسون
لوكاس نيلسون (بالسويدية: Lukas Nilsson) مواليد 16 نوفمبر 1996 في يستاد، السويد، هو لاعب كرة يد سويدي يلعب كظهير أيسر. يلعب حاليا مع نادي كيل لكرة اليد ويحمل الرقم 65. مثل منتخب السويد لكرة اليد. شارك في دورة الألعاب الأولمبية الصيفية سنة 2016.

## سجل المنافسة
شارك في البطولات التالية:
- بطولة أوروبا لكرة اليد للرجال 2016
- الألعاب الأولمبية الصيفية 2016

## روابط خارجية
- لوكاس نيلسون على موقع الاتحاد الأوروبي لكرة اليد (الإنجليزية)
- لوكاس نيلسون على موقع نادي كيل لكرة اليد (الألمانية)
- لوكاس نيلسون على موقع أوليمبيديا (الإنجليزية)
- لوكاس نيلسون على موقع اللجنة الأولمبية السويدية (السويدية)